# Jardín botánico del Oeste de Kentucky
El Jardín Botánico del Oeste de Kentucky en inglés : Western Kentucky Botanical Garden es un jardín botánico de 3.6 hectáreas (9 acres) de extensión, en Owensboro, Estados Unidos. 

## Localización
Western Kentucky Botanical Garden, 2nd Street at Carter Road, P.O. Box 22562 Owensboro, Daviess county, Kentucky KY 43204-2562 United States of America-Estados Unidos de América
Planos y vistas satelitales.37°45′26″N 87°7′3″O / 37.75722, -87.11750
Se encuentra abierto al público todos los días el año desde el alba hasta el ocaso. Encontrándose la entrada al oeste del centro de la ciudad en la segunda bocacalle de "Carter Road".

## Historia
El jardín botánico comenzó su andadura en 1993 en un campo de maíz gracias a la iniciativa de "Mike Klahr", horticultor del condado de Daviess.

## Colecciones
En la actualidad se pueden visitar seis jardines: 
- Jardín de las mariposas,
- Rosaleda,
- Jardín de Hemerocallis
- Jardín de iris
- Jardín de Hierbas, y
- Huerto de frutas y bayas.

Entre las plantas que incluyen podemos observar los árboles frutales de, manzanos, albaricoques, cerezos, melocotón, pera, así como arbustos como el Berberis, boj, zarzamora, Tsuga, Teucrium, lavanda, peonias, frambuesas, santolina, y tejos.